# 日月藏族乡
日月藏族乡是中华人民共和国青海省西宁市湟源县下辖的一个民族乡。

## 行政区划
日月藏族乡下辖以下村级行政区划单位：
兔尔干村、药水村、雪隆村、小茶石浪村、大茶石浪村、下若约村、兔尔台村、乙细村、寺滩村、上若约村、山根村、若药堂村、日月山村、前滩村、莫多吉村、克素尔村、哈城村、尔庄村、尕恰莫多村、大石头村、池汉素村、本炕村和牧场村。